# Victor Granberg
 For alternative betydninger, se Granberg. (Se også artikler, som begynder med Granberg)
Victor Granberg var en svensk ballonskipper, der er kendt for en mislykket ballonopstigning, hvorved det alment kendte udtryk "Den går ikke, Granberg" opstod, der i dag betyder, "det kan ikke lade sig gøre.
Granbergs plan var at flyve i ballon fra Danmark til Sverige.
Granberg forsøgte først en opstigning fra Christiansborg Slots ridebane 12. juli 1857, til hvilken han havde fået tilladelse af kong Frederik d. 7. Under opstigningen revnede ballonen, og forehavendet måtte afbrydes.
Anden opstigning foretoges 26. juli samme år. Så snart ballonen kom op over hustagene, blæste den ind i Hofteatrets tag, hvorpå det lykkedes Granberg at redde sig ud. Uden Granberg om bord steg ballonen hurtigt og forsvandt af syne.
Efter sigende begyndte tilskuerne på dette tidspunkt at råbe "Den går ikke, Granberg!"
Udtrykket høres af og til også på svensk: "Den går/gik inte, Granberg!"